# Ceyhun Eriş
Ceyhun Eriş (ur. 15 maja 1977 w Stambule) – turecki piłkarz występujący na pozycji pomocnika. Zawodnik Denizlisporu.

## Kariera klubowa
Eriş zawodową karierę rozpoczynał w 1995 roku w zespole Galatasaray SK z Süper Lig. W tych rozgrywkach zadebiutował 23 grudnia 1995 roku w wygranym 3:1 pojedynku z Denizlisporem. Sezon 1996/1997 spędził na wypożyczeniu w Rizesporze (1. Lig), a następne dwa w Göztepe AŞ (1. Lig). W 1999 roku odszedł do Siirtsporu z 1. Lig. W 2000 roku awansował z nim do Süper Lig.
W 2001 roku Eriş został graczem klubu Fenerbahçe SK. Pierwszy ligowy mecz zaliczył tam 19 sierpnia 2001 roku przeciwko İstanbulsporowi (0:1). 15 września 2001 roku w wygranym 1:0 spotkaniu z Yozgatsporem strzelił pierwszego gola w Süper Lig. W 2002 roku wywalczył z klubem wicemistrzostwo Turcji.
W 2003 roku przeszedł do ekipy MKE Ankaragücü, także występującej w Süper Lig. Zadebiutował tam 5 października 2003 roku w przegranym 0:3 ligowym spotkaniu z Trabzonsporem. W Ankaragücü występował przez rok, a potem odszedł do Gençlerbirliği SK (Süper Lig), gdzie spędził pół roku.
Na początku 2005 roku Eriş podpisał kontrakt z Konyasporem, również z Süper Lig. W jego barwach zadebiutował 28 stycznia 2005 roku w przegranym 0:2 pojedynku z Galatasaray. Po roku spędzonym w Konyasporze, przeniósł się do Samsunsporu (Süper Lig). Jego barwy reprezentował z kolei przez pół roku. Potem ponownie został graczem Ankaragücü, gdzie występował także przez pół roku.
W styczniu 2007 roku Eriş trafił do Trabzonsporu. Pierwszy ligowy mecz zaliczył tam 3 lutego 2007 roku przeciwko Manisasporowi (0:0). Na początku 2008 roku wrócił do Konyasporu. Latem 2008 roku podpisał kontrakt z południowokoreańskim zespołem FC Seoul. W tym samym roku wywalczył z nim wicemistrzostwo Korei Południowej.
Na początku 2009 roku po raz trzeci został graczem ekipy MKE Ankaragücü (Süper Lig). W 2010 roku wyjechał do Szwecji, gdzie podpisał kontrakt z klubem Assyriska FF z Superettan. Latem 2010 roku wrócił do Turcji. Został zawodnikiem pierwszoligowego Sivassporu, w barwach którego zadebiutował 14 sierpnia 2010 roku w wygranym 2:1 pojedynku z Galatasaray.
W styczniu 2011 roku Eriş odszedł do drugoligowego Denizlisporu.

## Kariera reprezentacyjna
Eriş rozegrał 1 spotkanie w reprezentacji Turcji. Był to przegrany 0:2 mecz eliminacji Mistrzostw Świata 2010 z Belgią, rozegrany 10 października 2009 roku.